# Solanas (Sinnai)
Solanas è una frazione del comune di Sinnai, nella città metropolitana di Cagliari.

## Geografia fisica

### Territorio
Solanas è una località balneare situata a circa 36 km da Cagliari, a 16 dal comune di Castiadas e a 12 km da quello di Villasimius.

Essa rappresenta un'isola amministrativa del comune di Sinnai (da cui dista 34 km) nonché la sua porzione che si affaccia sul mare. Il suo territorio, molto distante da quello del resto del comune, confina con i territori comunali di Maracalagonis e Villasimius. L'omonimo borgo turistico e la presenza di punti di ristoro ne fanno una località visitata nei periodi festivi.

## Storia
La prima menzione di Solanas è di tipologia onomastica; in una carta del giudice di Cagliari Guglielmo I Salusio IV, databile al 1190-1206, compare infatti tra i testimoni tale Comita de Solanas.

## Economia

### Turismo
Adiacenti a questa località si trovano le spiagge di Mari Pintau (9 km), Geremeas e Kala 'e Moru (8 km), Genn'e Mari (4 km), Cann'e Sisa (4 km). La spiaggia di Solanas, caratterizzata da un arenile sabbioso, si sviluppa lungo oltre un chilometro.